# Centre hospitalier régional de Ngaoundéré
Le Centre Hospitalier Régional de Ngaoundéré, en abrégé CHRN, est un hôpital public à Ngaoundéré dit de deuxième catégorie à  vocation généraliste, dans la Région de l'Adamaoua au Cameroun.
Il a été inauguré en décembre 2024 par le premier ministre Joseph Dion Ngute.

## Histoire
Le Centre Hospitalier Régional de Ngaoundéré, créé par décret en 2022, est construit et mis en service en 2024. Il possède l'un des plateaux techniques les plus modernes de la région de l'Adamaoua au Cameroun.
Le Centre Hospitalier Régional de Ngaoundéré est inauguré le 13 décembre 2024 en présence du Premier Ministre du Cameroun Joseph Dion Nguté.
Le Centre Hospitalier Régional (CHR), communément appelé hôpital de référence, aurait coûté 10 milliards de francs Cfa. Les autorités ont aménagé le tronçon de route passant par le quartier Onaref qui conduit au site de l'infrastructure médicale.
André Mama Fouda, ministre de la santé, avait donné le coup d’envoi de la construction de l'hôpital le mercredi 13 avril 2017.

## Risques sanitaires
L'hôpital est une infrastructure qui est à l'Est de la ville de Ngaoundéré.
La région de l’Adamaoua, considérée comme le château d’eau du Cameroun, dispose de 230 formations sanitaires réparties sur 11 districts de santé pour une population de 1 608 269 habitants. Ce sont 167 établissements publics, 36 privés confessionnels et 26 privés laïcs. On y compte un hôpital régional, trois annexes régionales (à Meiganga, Banyo et Tibati), un centre hospitalier régional à Ngaoundéré, huit hôpitaux de district (quatre publics et quatre confessionnels), 23 centres médicaux d’arrondissement et 190 centres de santé intégrés.
Environ 4 000 professionnels, allant des administratifs aux spécialistes médicaux, travaillent dans ces structures. Les effectifs sont formés de 221 aides-soignants, 219 infirmiers et 84 techniciens médico-sanitaires, mais aussi quelques spécialistes comme un urologue ou un neurochirurgien. Le ratio personnel de santé/population est de 4 pour 10 000 habitants.
Les pathologies les plus fréquentes sont le paludisme, avec 130 265 cas et 103 décès, la fièvre typhoïde (32 920 cas, 11 décès) et le syndrome grippal (16 172 cas, 1 décès). La méningite affiche le taux de létalité le plus élevé, soit 13,3 % (15 cas suspects, 2 décès). Les morsures de serpent représentent également un risque avec 571 cas et 12 décès. La rougeole, la fièvre jaune, le choléra et la variole du singe font l’objet de surveillance.
En 2023, les accidents de la route causent 7 183 prises en charge et 83 décès. Les décès maternels représentent 75 % des 184 décès signalés, dont la majorité est survenue en communauté.

## Services de l'hôpital

### Personnel
Le Centre Hospitalier Régional (CHR) de Ngaoundéré, opérationnel depuis son ouverture en avril 2023, a accueilli 10 980 patients en consultation au 14 décembre 2024, offrant des services d’ophtalmologie, odonto-stomatologie, gynécologie, gastroentérologie, diabétologie et laboratoire, complétés par un bloc opératoire et une pharmacie.
Face à la demande croissante, le CHR a élargi son offre avec l'imagerie médicale, les urgences, une banque de sang, une unité de cardiologie, ainsi que des services spécialisés comme l’oncologie et l’anatomopathologie. Une centrale produit l'oxygène médical, et deux ambulances facilitent le transport des patients des zones voisines. L’accent est également mis sur l’hygiène et l’entretien des équipements, faisant des urgences un atout majeur.
Les services fonctionnels comprennent un directeur, un hépato-gastroentérologue, une gynécologue parlant foufouldé, un diabétologue et endocrinologue, des nutritionnistes.
En 2024, les consultations externes sont passées de 4 707 à 6 273, et les examens de laboratoire de 6 657 à 18 210. En maternité, 974 usagers ont été pris en charge contre 485 l’année précédente.
Une chaîne interne diffuse des programmes éducatifs en foufouldé, anglais et français. Des campagnes de santé, comme celle d’Octobre Rose 2023 pour le dépistage du cancer du sein (524 femmes consultées) et des consultations dentaires dans les écoles (plus de 600 patients) ont lieu pour toute la région de l’Adamaoua.

### Équipement
L'hopital dispose de près de 200 lits et de 20 services.